# Rafael Freyre (Cuba)

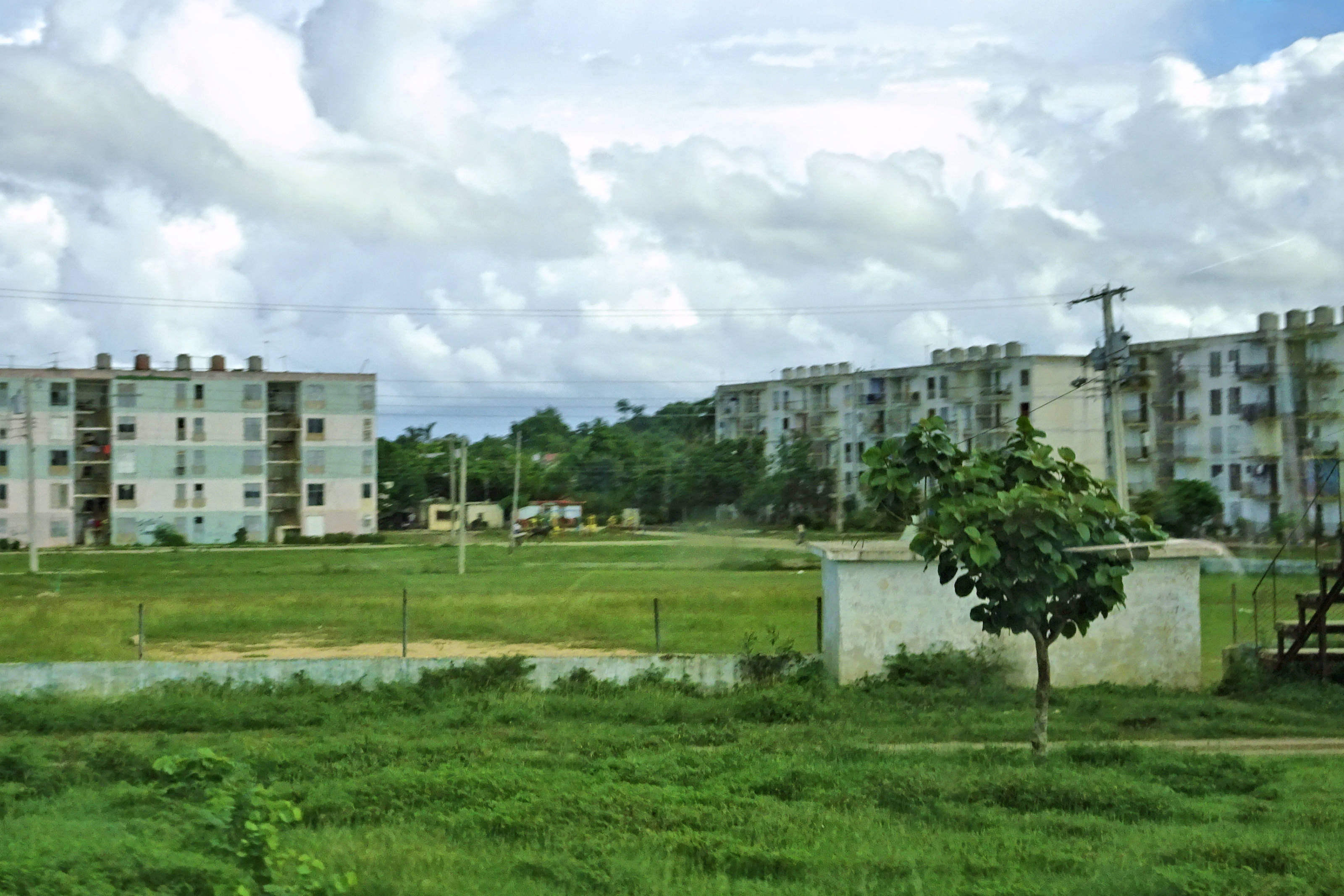
Rafael Freyre centro

Es uno de los 14 municipios de la provincia de Holguín, en Cuba. El municipio adopta el nombre de Rafael Freyre en el año 1976 como resultado de la nueva división política administrativa del país, y en honor al mártir caído en las acciones del 26 de julio de 1953, nacido en este territorio. 

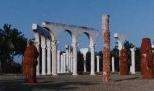
Monumento situado en Cayo Bariay, sitio donde se produce el desembarco de Cristóbal Colón

## Ubicación
Ubicado geográficamente al norte-noroeste de la provincia de Holguín.
Limita al norte con las aguas del Océano Atlántico, al sur con el municipio de Báguanos, al suroeste con el municipio Holguín, al este con el municipio de Banes, y al oeste con el de Gibara. El territorio posee una extensión territorial de 61,846 hectáreas, de las cuales 13,08 corresponden a cayos adyacentes.

## Historia
El municipio Rafael Freyre fue el lugar por donde Cristóbal Colón desembarcó por primera vez en la isla de Cuba, por la bahía de Bariay el 28 de octubre de 1492, hecho que indiscutiblemente condujo a la formación, años más tarde, de la nacionalidad cubana.
Luego de la conquista y colonización de la isla, este territorio formó parte de la jurisdicción de Bayamo. En 1752 pasó a formar parte de Holguín[cita requerida]. En sus inicios prevaleció el contrabando en la zona por estar alejado de las rutas comerciales[cita requerida].
Más tarde, al crearse el puerto de Gibara, la zona comenzó a crecer demográficamente. Se crearon trapiches e ingenios, y se desarrolló la agricultura tabacalera. La población fue creciendo con un origen mayormente español, quienes se dedicaban fundamentalmente al cultivo de tabaco, y luego fueron introduciéndose además esclavos africanos, utilizados como mano de obra en los ingenios (fábricas de hacer azúcar). Entre las familias que contribuyeron a su desarrollo están los González de Rivera Obeda, y los Mancera de la Portera, quienes con la creación de su ingenio en el hato de Managuaco trajeron una gran expansión a la incipiente industria azucarera de la región.
Más tarde surgieron asentamientos con marcado estilo estadounidense como Santa Lucía y Fray Benito. La compra por parte de estadounidenses del trapiche Guabajaney, más tarde Ingenio Santa Lucía, que llegó a pertenecer a la familia Sánchez, y el consecuente atractivo que generó su crecimiento económico, así como la construcción de un ferrocarril que permitía la descarga y venta del azúcar por el puerto de Gibara, le fue restando peso a la actividad mercantil en la zona.

### Guerras de liberación
Durante la guerra, algunos de los campesinos de este municipio formaban parte de la zona de cultivo de Gibara, lo que hizo que estuviera bien protegida de las fuerzas mambisas. Esto provocó un crecimiento de la población, ya que muchos de quienes estaban de parte del gobierno español emigraron a esta zona. No obstante, varios de los vecinos se alistaron en las fuerzas mambisas y se desarrollaron en esta área importantes acciones militares.
Los mambises de la zona combatieron a las expediciones españolas que desembarcaban por aquí. Uno de los combates más importantes de esta región fue el de Melones.

### Período neocolonial o pseudorrepública[nota 1](1902-1959)
En esta época se modernizó el central Santa Lucía (creado en la primera mitad del siglo XIX) y se creó una red de ferrocarril. Durante toda la etapa neocolonial se desarrollaron luchas obreras y campesinas. Luego de la caída de Gerardo Machado, se creó el soviet Santa Lucía, tomando así los obreros el poder en el central azucarero e instaurando inmediatamente normas y regulaciones revolucionarias[cita requerida]. No obstante, la reacción los derrotó y comenzaron los desalojos nuevamente.[cita requerida]

#### Lucha contra Batista (1952-1959)
Luego del golpe de Estado del 10 de marzo de 1952 se crearon células del Movimiento 26 de julio y se fortaleció la lucha clandestina en la zona. En la Sierra de Gibara se produjo un alzamiento de habitantes de la zona[¿cuándo?], quienes permanecieron alzados hasta la llegada del pelotón 3 de la columna 14. Rafael Freyre quedó entonces de facto bajo jurisdicción del Cuarto Frente Simón Bolívar.

### Período Revolucionario (1959-)
A raíz del triunfo de la Revolución se nacionalizó el central Santa Lucía y se le puso el nombre de Rafael Freyre. Los avances en la educación, salud y cultura han sido notables a partir de 1959 en este municipio, el cual fue creado en 1976. Varios de sus vecinos han participado en misiones internacionalistas. El municipio de Rafael Freyre, posee el nivel más alto de información científica de cuba[cita requerida], debido a que en su territorio se realizaron las investigaciones para la ubicación de la Segunda Central Electronuclear de Cuba. 
Los requerimientos impuestos por el Instituto de proyectos ATOMTEPLOELECTROPROYECT, de la ex Unión Soviética, para la selección del emplazamiento de esta planta obligó a un equipo de jóvenes ingenieros cubanos a trabajar durante más de 10 años realizando el complejo de investigaciones más completo realizado jamás en Cuba. Información conservada en Archivo Técnico Ministerio de la Industria Básica, Habana.

## Geografía
La topografía del municipio es ondulada, presenta mogotes y cerros en la zona oeste, donde se destacan la Silla de Gibara y la Mezquita de Colón. 

### Definiciones y límites
- Extensión: 620.6 kilómetros cuadrados.
- Población: mayor de 52 513 habitantes hacia el 2016.

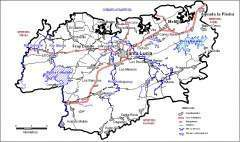
Mapa de Rafael Freyre

| Noroeste: Océano Atlántico y Gibara | Norte: Océano Atlántico | Noreste: Océano Atlántico y Banes |
| Oeste: Gibara y Holguín             |                         | Este: Banes                       |
| Suroeste Holguín                    | Sur: Báguanos           | Sureste: Banes                    |

## Economía
El municipio es reconocido por sus hermosas playas naturales de arenas blancas y limpias, lo que ha permitido alcanzar un amplio desarrollo turístico. Existen centros de turismo internacional como Pesquero, Bahía de Naranjo, Don Lino y Cayo Bariay. Además, se puede encontrar en este municipio una granja de ostiones. Existe un gran movimiento campesino con una importante producción.

## Principales poblaciones

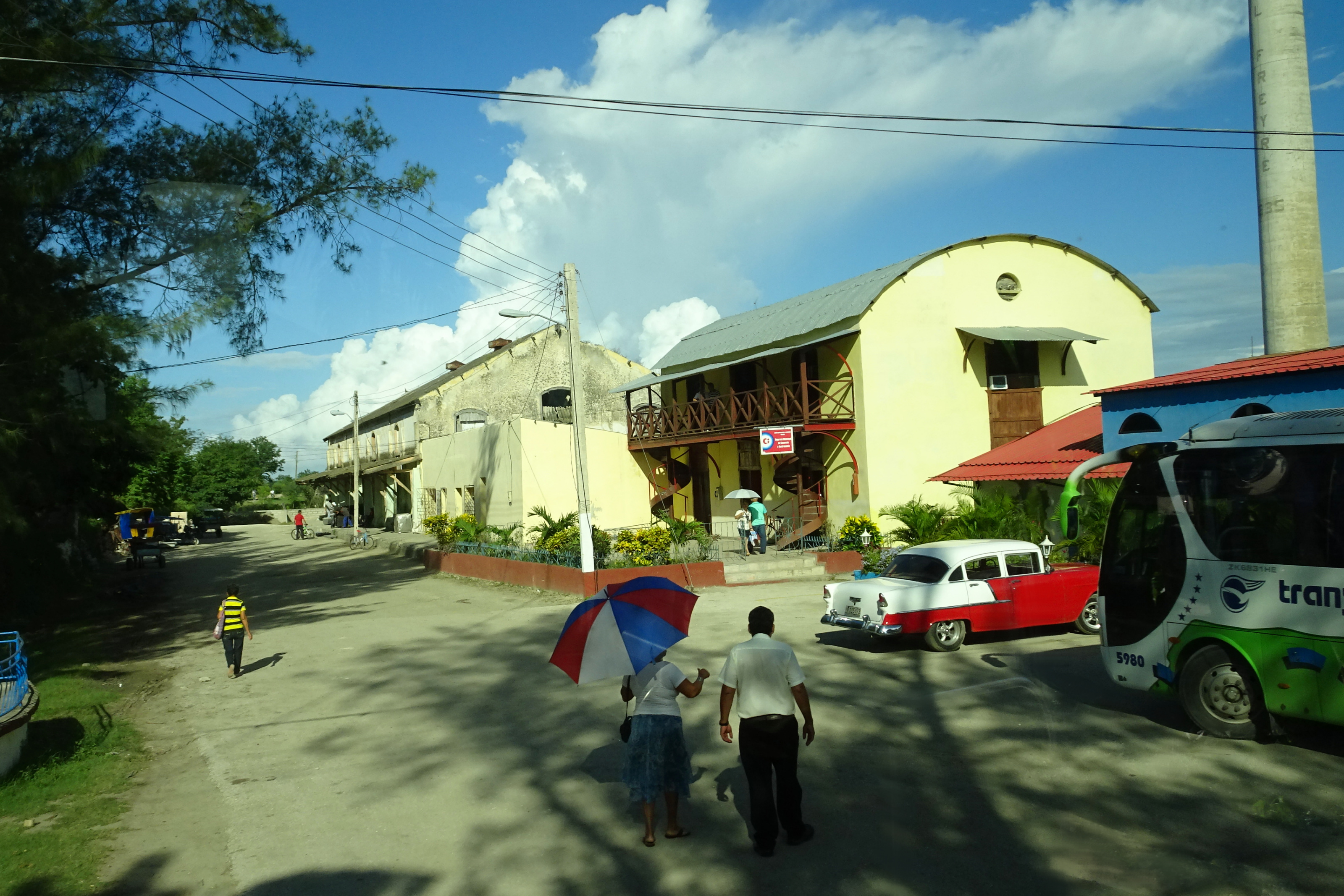
Rafael Freyre

1. Santa Lucía, cabecera municipal
2. Fray Benito
3. Melones
4. Potrerillo
5. Bariay
6. Juan Cantares
7. La Ceiba
8. Melilla